# Michael Diefenbacher
Michael Diefenbacher (* 13. Juli 1956 in Heilbronn) ist ein deutscher Archivar und Historiker. Er war bis zum 31. Dezember 2019 Leiter des Stadtarchivs Nürnberg.
Diefenbacher studierte von 1975 bis 1981 Geschichte, Germanistik, Mittellateinische Philologie sowie Politologie an den Universitäten Tübingen, Wien und Marburg. Von 1983 bis 1985 absolvierte er als Referendar des Landes Baden-Württemberg den archivarischen Vorbereitungsdienst an der Archivschule Marburg. Seine archivarische Laufbahn begann er anschließend beim Hauptstaatsarchiv Stuttgart. Noch 1985 wechselte er dann zum Stadtarchiv Nürnberg, dessen Leitung er 1990 übernahm.
Er war Vorsitzender der Arbeitsgemeinschaft bayerischer Kommunalarchive und war von 2009 bis 2013 Vorsitzender des Verbandes deutscher Archivarinnen und Archivare. Mit Rudolf Endres gab er 1999 das Stadtlexikon Nürnberg heraus.

## Veröffentlichungen (Auswahl)
Eine Bibliographie findet sich in den Mitteilungen des Vereins für Geschichte der Stadt Nürnberg 108 (2021), ISBN 9789028910423, S. 421–434
- Johannes Müllner: Die Annalen der Reichsstadt Nürnberg von 1623. III: 1470–1544. Nürnberg 2003.
- Johannes Müllner: Die Annalen der Reichsstadt Nürnberg von 1623. IV: 1545-1600. Nürnberg 2024.